# Nick Bockwinkel
Nicholas Warren Francis "Nick" Bockwinkel (Saint Louis (Missouri), 6 december 1934 – Las Vegas, 14 november 2015) was een Amerikaans professioneel worstelaar.

## In worstelen
- Finishers en signature moves
  - Piledriver
  - Cobra clutch
  - Figure four leglock
  - Indian deathlock
  - Dropkick

## Prestaties
- American Wrestling Association
  - AWA World Heavyweight Championship (4 keer)
  - AWA World Tag Team Championship (3 keer met Ray Stevens)

- Championship Wrestling from Florida
  - NWA Florida Tag Team Championship (1 keer met Ray Stevens)

- Continental Wrestling Association
  - AWA Southern Heavyweight Championship (1 keer)

- Georgia Championship Wrestling
  - NWA Georgia Heavyweight Championship (2 keer)
  - NWA Georgia Television Championship (3 keer)

- NWA Big Time Wrestling
  - NWA World Tag Team Championship (1 keer met Ricky Romero)

- NWA Los Angeles
  - NWA "Beat the Champ" Television Championship (2 keer)

- NWA Mid-Pacific Promotions
  - NWA Hawaii Heavyweight Championship (2 keer)
  - NWA Hawaii Tag Team Championship (1 keer met Bobby Shane)
  - NWA United States Heavyweight Championship (1 keer)

- NWA San Francisco
  - NWA World Tag Team Championship (2 keer met Ramon Torres)

- Pacific Northwest Wrestling
  - NWA Pacific Northwest Heavyweight Championship (2 keer)
  - NWA Pacific Northwest Tag Team Championship (3 keer; 2 keer met Nick Kozak en 1 keer met Buddy Mareno)

- Pro Wrestling Illustrated
  - PWI Stanley Weston Award (2007)
  - PWI Tag Team of the Year (1973) - met Ray Stevens

- Professional Wrestling Hall of Fame and Museum
  - (Class of 2003)

- World Wrestling Association (Los Angeles)
  - WWA International Television Tag Team Championship (2 keer; 1 keer met Édouard Carpentier en 1 keer met Lord James Blears)

- World Wrestling Entertainment
  - WWE Hall of Fame (Class of 2007)

- Wrestling Observer Newsletter awards
  - Wrestling Observer Newsletter Hall of Fame (Class of 1996)